# Уфимцева, Екатерина Ивановна
Екатери́на Ива́новна Уфи́мцева (25 января 1956, Москва, СССР) — советская и российская журналистка, театровед; телеведущая, наиболее известна по программе «Приют комедиантов» (канал «ТВ Центр»; ранее — «Театр+ТВ»).

## Биография
Родилась в Москве в семье мультипликатора Ивана Васильевича Уфимцева и театроведа Элеоноры Сергеевны Тадэ. Была единственным ребёнком в семье.
Училась в специализированной языковой школе на Арбате. С 4-го класса одноклассником Екатерины Уфимцевой был будущий художник и ресторатор А. К. Деллос. Успеваемость была посредственной. После выпуска Екатерина попробовала поступить на театроведческий факультет ГИТИСа и провалила экзамен. Затем год проработала в Ленинской библиотеке, готовясь к поступлению.
В 1974 году поступила в ГИТИС, а в 1979-м окончила вуз с красным дипломом. В 1982 году окончила аспирантуру, написав диссертацию, однако не стала её защищать.
Ещё в годы учёбы Екатерина стала публиковаться в журналах «Театр» и «Театральная жизнь». В течение нескольких лет она писала статьи о театре на непостоянной основе, входила в молодёжную редакцию «Театральной жизни», ездила в командировки от Всероссийского театрального общества.

## Телевизионная карьера
В 1986 году по настоянию матери и без особого желания устроилась на работу в качестве редактора в редакцию литературно-драматических программ ЦТ СССР. Через три месяца решила уволиться и уже после увольнения узнала о планах выпустить передачу о Первом фестивале театров-студий «Игры в Лефортово», в подготовке которого Екатерина с друзьями участвовала на волонтёрских началах. В конце года вышла её первая авторская передача «Игры в Лефортово», которую она сделала, находясь за штатом канала.
С 1987 года внештатно сотрудничала с редакцией литературно-драматических программ ЦТ. В этом же году совместно с Сергеем Варновским сделала три выпуска информационно-аналитической программы «Прожектор перестройки».
В 1988—1990 годах внештатно сотрудничала с телевизионным журналом «Слово».
В 1990 году Е. Уфимцеву снова приняли в штат на должность заведующего отделом театральных спектаклей, но она сама попросила понизить её в должности до редактора-консультанта. В этом же году Екатерину Уфимцеву пригласили в Израиль на Всемирный фестиваль искусств.
1 июля 1990 года в рамках журнала «Слово» вышла передача «Фестиваль в Иерусалиме».

### «Приют комедиантов»
В 1991 году на Первой программе ЦТ вышла первая передача из цикла «Театр+TV», которую создали совместно Екатерина Уфимцева и Сергей Варновский. С начала 1992 года эта передача выходила на 1-й канале Останкино, 4-м канале Останкино, ОРТ и РТР. Последний выпуск пошёл в эфир 5 января 1998 года. Затем был заключён договор с РТР. В 1999 году «Театр+TV» получила премию «ТЭФИ» в номинации «Программа об искусстве».
К 2007 году авторы были готовы закрыть программу, но получили предложение о продолжении от «Первого канала» и его генерального директора Константина Эрнста. Обновлённая передача «Приют комедиантов» с Екатериной Уфимцевой и Михаилом Швыдким четыре года выходила на этом телеканале, а в 2011 году перешла на канал «ТВ Центр». Общим счётом на разных каналах эта передача о театре выходит уже более четверти века.

### Озвучивание мультфильмов
- 1994 — Ах, эти жмурки!

## Семья
Первый муж — гражданин Польши Мартин Грубовский. Погиб в автомобильной аварии в июле 1982 года.
Второй муж — режиссёр Сергей Варновский (официально расписаны в 2014 году). Детей нет.

### Комментарии
1. ↑  По свидетельству самой Е. Уфимцевой, она является молочной сестрой А. К. Деллоса[3].
2. ↑  Точных данных нет, но скорее всего это была нынешняя 1231-я общеобразовательная школа им. В. Д. Поленова.